# 1740 en philosophie
Chronologie de la philosophie
- 1736
- 1737
- 1738
- 1739
- 1740
- 1741
- 1742
- 1743
- 1744

L’année 1740 a été marquée, en philosophie, par les événements suivants :

## Naissances
- 2 juin à Paris : Donatien Alphonse François de Sade, mort le 2 décembre 1814 à Saint-Maurice (Val-de-Marne), est un homme de lettres, romancier, philosophe et homme politique français, longtemps voué à l'anathème en raison de la part accordée dans son œuvre à l'érotisme et à la pornographie, associés à des actes de violence et de cruauté (tortures, incestes, viols, pédophilie, meurtres, etc.). L'expression d'un athéisme anticlérical virulent est l'un des thèmes les plus récurrents de ses écrits et la cause de leurs mises à l'index[1].

- 9 août à Savignano, Émilie-Romagne, Italie : Giovanni Cristofano Amaduzzi (Iohannes Christophorus Amadutius) (mort le 21 janvier 1792 à Savignano) était un religieux, un universitaire, un philosophe et un érudit italien du XVIIIe siècle.